# شينيتشي ساتو
شينيتشي ساتو (باليابانية: 佐藤 真一) (14 سبتمبر 1975 في ساغا في اليابان – )؛ هو لاعب كرة قدم ياباني سابق كان يلعب كمهاجم.

## وصلات خارجية
- شينيتشي ساتو على موقع رابطة كرة القدم اليابانية للمحترفين (اليابانية)